# Sylvère Jezo
Sylvère Jezo, né le 10 juillet 1913 à Moustoir-Ac et mort le 19 janvier 1976 à Vannes, est un coureur cycliste français. Il remporte notamment les Boucles de l'Aulne en 1945.

## Biographie
Sylvère Jezo a un grand frère qui faisait aussi du vélo professionnel, Marcel Jezo. 
En 1937, Sylvère intègre l'équipe professionnelle Dilecta-Wolber, lançant le début de sa carrière professionnelle. Il reste dans cette équipe jusqu'à la fin de sa carrière, c'est-à-dire pendant 10 ans. Lors de sa première année professionnelle, il sera troisième de Nice - Annot. En 1943, il est troisième de Bordeaux - Angoulême et du Grand Prix des Alpes. Il est également huitième du Grand Prix du Tour de France.  
En 1945, Sylvère effectue la meilleure année de sa carrière. Il gagne les Boucles de l'Aulne, sa seule victoire en tant que professionnel, et est deuxième du Circuit des Boucles de la Seine. Enfin en 1946, sa dernière année en tant que professionnel, il est deuxième du Circuit du Jura. 
Il aura des amis comme Joseph Morvan, lui aussi natif de Moustoir-Ac et qui intégra lui aussi l'équipe Dilecta-Wolber en 1949.  
Sylvère Jezo meurt à Vannes le 19 janvier 1976 à 62 ans. 

## Palmarès
| - 1937 - 2e du Circuit du Bocage vendéen - 3e de Nice-Annot-Nice - 1943 - 3e du Grand Prix des Alpes - 3e de Bordeaux-Angoulême - 8e du Grand Prix du Tour de France | - 1945 - Boucles de l'Aulne - 2e des Boucles de la Seine - 1946 - 2e du Circuit du Jura |  |